# 할하 몽골어
할하 몽골어(Khalkha Mongolian, 몽골어: Халх аялгуу)는 중앙 몽골어의 한 방언으로 현대 몽골 지역에서 주로 쓰인다. 역사적으로 외몽골의 할하부의 언어에서 유래한 것으로 여겨진다. 키릴 문자으로 표기되는 몽골어 표준화의 기반이 되어 사실상 현대 몽골의 표준 몽골어와 동일시된다. 한편 내몽골에서는 차하르 몽골어를 기반으로 하여 몽골 문자를 쓰는 표준화가 이루어졌다.

## 같이 보기
- 몽골어